# ديف مارتن (لاعب كرة قدم بريطاني)
ديف مارتن (بالإنجليزية: Dave Martin)‏ (25 أبريل 1963 في المملكة المتحدة - ) هو لاعب كرة قدم بريطاني في مركز الوسط. لعب مع برايتون أند هوف ألبيون وكولتشستر يونايتد ونادي بريستول سيتي ونادي ساوثيند يونايتد ونادي غيلينغهام ونادي ليتون أورينت ونادي ميلوول ونادي نورثامبتون تاون ونادي ويمبلدون.

## وصلات خارجية
- ديف مارتن على موقع قاعدة بيانات كرة القدم.إي يو (الإنجليزية)
- ديف مارتن على موقع Soccerbase.com (لاعب) (الإنجليزية)